# Else Christensen
Else Christensen (ur. w 1913 w Esbjerg, zm. 4 maja 2005 na wyspie Vancouver) – duńska orędowniczka rasistowskiej odmiany rodzimowierstwa germańskiego. Była założycielką Odinist Fellowship w Stanach Zjednoczonych, gdzie spędziła większość swojego życia. Ideolożka terceryzmu, popierała ustanowienie anarchosyndykalistycznego społeczeństwa, opartego na rasowo aryjskich społecznościach.

## Życiorys
Urodziła się jako Else Ochsner w Esbjerg, w Danii. Po przeprowadzce do Kopenhagi stała się zwolenniczką anarchosyndykalizmu. Związała się ze strasserowsko-narodowobolszewicką frakcją Narodowosocjalistycznej Duńskiej Partii Robotniczej, łącząc skrajnie prawicowe podejście do rasy z lewicowym spojrzeniem na ekonomię. W 1937 roku poślubiła duńskiego działacza nazistowskiego Aage'a Alexa Christensena. Ze względu na ich narodowobolszewickie sympatie byli oni pod nieustanną obserwacją w trakcie okupacji Danii przez Niemcy podczas II wojny światowej. Po wojnie wyemigrowała do Anglii, a stamtąd do Kanady, osiedlając się w 1951 roku w Toronto. Współpracując z różnymi skrajnie prawicowymi aktywistami natknęła się na prace amerykańskiego ideologa skrajnej prawicy, Francisa Parkera Yockeya, a także australijskiego odynisty Alexandra Rud Millsa, którzy wywarli na nią głęboki wpływ.
Wierzyła, że Żydzi kontrolują zachodnie instytucje społeczno-polityczne, oraz że uniemożliwia to budowę jakiegokolwiek jawnie politycznego ruchu promującego świadomość rasową pośród tych, których uważała za Aryjczyków. W zamian uważała, że rodzimowierstwo germańskie, w swojej odmianie nazywanej przez nią odynizmem, stanowi najlepszy środek do krzewienia takiej świadomości. W 1969 roku Christensen wraz ze swoim mężem założyli grupę, noszącą nazwę Odinist Fellowship. Po śmierci Alexa w 1971 roku Christensen kontynuowała swoją pracę, przenosząc się do Stanów Zjednoczonych. W tym samym roku rozpoczęła wydawanie czasopisma pod tytułem The Odinist (Odynista), które ukazywało się przez wiele lat. W 1993 roku trafiła do więzienia za przemyt narkotyków, jakkolwiek utrzymywała ona, że została wykorzystana jako muł narkotykowy wbrew własnej wiedzy. Po wyjściu z więzienia została deportowana do Kanady, gdzie mieszkała na wyspie Vancouver aż do śmierci.
Wywarła znaczący wpływ na zorientowany rasowo ruch odynistyczny, otrzymując w jego ramach przydomek „Wielkiej Matki”. Jej życie i działalność były przedmiotem licznych badań w dziedzinie studiów nad odynizmem i skrajną prawicą w Ameryce Północnej ze strony takich uczonych, jak Nicholas Goodrick-Clarke, Mattias Gardell czy Jeffrey Kaplan.

### Dzieciństwo i młodość
Urodziła się jako Else Oscher w 1913 roku w Esbjerg w zachodniej Danii. Została tkaczką ręczną i w 1933 roku przeniosła się do Kopenhagi, gdzie następnie przyjęła idee anarchosyndykalizmu i stała się zwolenniczką anarchosyndykalistycznego ideologa Christiana Christensena. Stykając się z różnymi konkurującymi ze sobą grupami radykałów, zarówno z lewej, jak i z prawej strony, znalazła się pod rosnącym wpływem skrzydła strasserowskiego Narodowosocjalistycznej Duńskiej Partii Robotniczej (DNSAP), organizacji odwzorowującej ideologię niemieckiego narodowego socjalizmu Narodowosocjalistycznej Niemieckiej Partii Robotników. W 1937 roku poślubiła snycerza i związkowca, Aage'a Alexa Christensena, który służył w roli czołowego porucznika lidera DNSAP, Caya Lembcke. Christensen związała się ze strasserowsko-narodowobolszewicką frakcją w partii, lecz jej mąż został z niej wyrzucony po przejęciu weń kontroli przez Fritza Clausena.

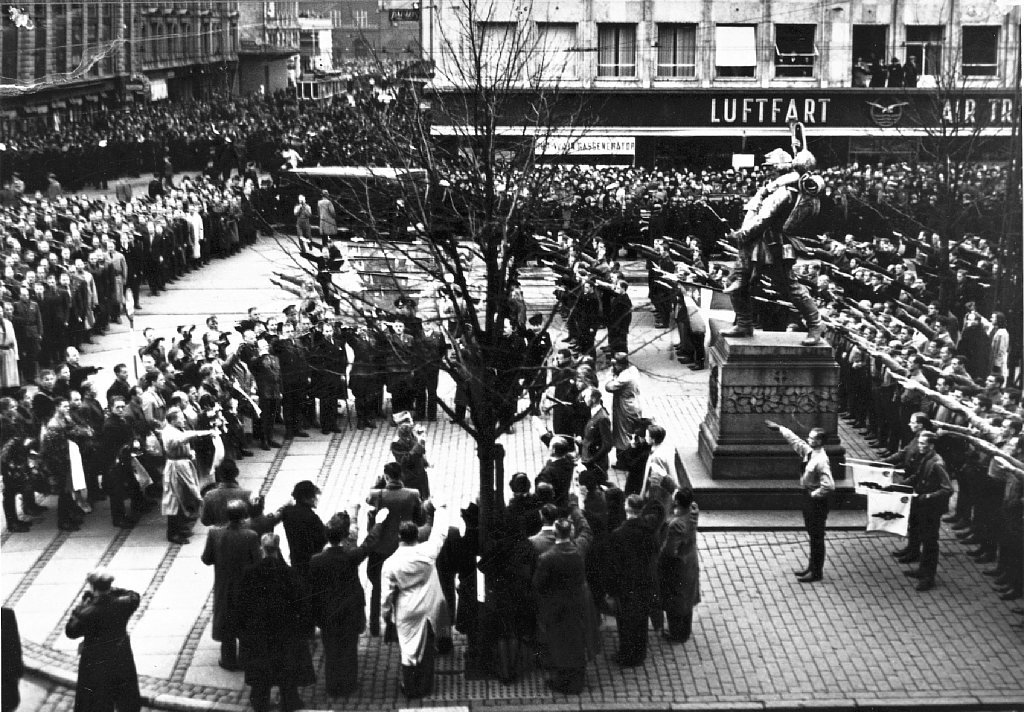
Rajd DNSAP, w trakcie którego zaangażowano Christensen

Po inwazji Niemiec na Danię w 1940 roku, małżeństwo zostało aresztowane za wcześniejsze zaangażowanie w narodowobolszewickie bojówki. Else została wypuszczona po 3-dniowym przesłuchaniu, lecz Aage został skazany za nielegalne posiadanie broni i zamknięty na sześć miesięcy. Po tym czasie Else przekonała kuzyna swego ojca, będącego ministrem sprawiedliwości, że Aage powinien zostać wypuszczony. Wraz z końcem II wojny światowej, para wyjechała z Danii do Anglii. W 1951 roku wyemigrowali do Kanady, gdzie osiedlili się w Toronto; tam Else pracowała w różnych szpitalach, realizując powołanie, które zachowała przez całe swoje życie.
Rozwijając zainteresowania zorientowane wokół klasowego i rasowego radykalizmu, budowała ona kontakty z wieloma skrajnie prawicowymi aktywistami z sąsiednich Stanów Zjednoczonych, w tym z Willisem Carto czy Jamesem K. Warnerem, późniejszym nowojorskim organizatorem Amerykańskiej Partii Nazistowskiej. Warner miał za sobą wczesną próbę zaszczepienia odynizmu jako religijnego skrzydła amerykańskiego ruchu nazistowskiego, lecz nie wierząc w jego powodzenie przekazał wszystkie swoje materiały na ten temat Christensen. To w nich Christensen napotkała pamflet autorstwa australijskiego odynisty Alexandra Rud Millsa pod tytułem Zew Naszej Starożytnej Religii Nordyckiej (ang. Call of Our Ancient Nordic Religion). Jakkolwiek Christensen uważała, że wiele z idei Millsa było zbyt mocno inspirowanych wolnomularstwem, by trafić w jej sympatie, była ona pod głębokim wpływem jego idei odrodzenia kultu starożytnych bóstw nordyckich. Jej podejście do rozumienia tych bóstw było silnie zakorzenione w psychologii jungowskiej – wierzyła, że bóstwa nordyckie były zakodowane w nieświadomości zbiorowej białej rasy.
Była również pod wpływem pism amerykańskiego teoretyka skrajnej prawicy, Francisa Parkera Yockeya, w tym szczególnie jego pracy Imperium z 1962 roku, gdzie ubolewał nad przegraną nazistowskich Niemiec i obarczał winą za to żydowskie wpływy w Europie i USA. Pod wpływem tych inspiracji Christensen zaczęła wierzyć, że kultura aryjska osiągnęła swoją „fazę starości”, uosabianą przez ideologie chrześcijaństwa, komunizmu i kapitalizmu, wiarę w równość wszystkich ludzi oraz internacjonalistyczny rozkład odrębności kulturowej różnych ras. Przeczytała również Zmierzch Zachodu Oswalda Spenglera, jednak odrzuciła jego pesymistyczny pogląd o tym, że ów zmierzch jest ostateczny, zamiast tego uważając, że cywilizacja aryjska może zostać odmłodzona poprzez przyjęcie nowej religii – odynizmu. Uważała odynizm za religię, która posiada naturalną i niezbywalną więź z czymś, co postrzegała jako rasę północnoeuropejską, twierdząc że „pierwotne źródło” wiary jest „biologiczne: jej początek tkwi w naszej rasie, jego zasady zakodowano w naszych genach”. Wierzyła również, że odynizm powinien używać raczej nordyckich nazw bóstw zamiast anglosaskich lub teutońskich w celu uniknięcia powojennej niechęci pomiędzy Anglią i Niemcami.

### Odinist Fellowship
„My, jako odyniści, powinniśmy kontynuować nasz trud dla
aryjskiej religii, aryjskiej wolności, aryjskiej kultury, aryjskiej
świadomości i aryjskiego samostanowienia.”

Założyła Odinist Fellowship w 1969 roku w oparciu o swój dom przenośny w Crystal River. Badacz skrajnej prawicy, Jeffrey Kaplan określił je „pierwszym organizacyjnym uzewnętrznieniem rasowistycznego odynizmu w Stanach Zjednoczonych”, podczas gdy religioznawczyni Stefanie von Schnirbein zapisała, że Christensen stworzyła swoją wersję odynizmu będącego „odrębnym nosicielem do ustanowienia jej kulturalnego pesymizmu, antysemickiej i radykalnej rasowej agendy pod płaszczykiem religii”. Po śmierci męża w 1971 roku skupiła się mocniej na aktywnościach związanych z odynizmem. Zaczęła podróżować po Ameryce Północnej promując go, a w sierpniu 1971 roku wydała pierwszy numer swojego magazynu, The Odinist, którego otwarciu towarzyszyło hasło „Nowe Wartości z Przeszłości” (ang. New Values from the Past). The Odinist skupiał się na prawicowych kwestiach – Kaplan wymienia komentowanie prawicowych idei, aktualności i idee antysemickie, które regularnie gościły na jego łamach, podczas gdy bezpośrednie dyskusje teologii odynistycznej czy tekstów staronordyckich były bardzo rzadkie. Pogańska publicystka Margot Adler określiła The Odinist jako będący „szczerze rasistowski, chociaż oni prawdopodobnie preferowaliby termin »rasowistyczny«”.
Wierzyła, że odynizm jest idealnym narzędziem dla rozwijania aryjskiej świadomości rasowej, rozgłaszając swoją opinię, jakoby kontrolowane przez Żydów instytucje nie mogły pozwolić jej na dokonanie tego w bardziej otwarty sposób, stwierdzając że „nie możesz popełnić błędu, który popełnił Hitler (otwartego atakowania Żydów)... Każdy wie, że Żydzi kontrolują cały cholerny świat, więc nie możesz walczyć z ich połączonymi siłami. Musisz uważać, gdzie stąpasz”. Niektórzy czytelnicy The Odinist pisali listy do redakcji, wyrażając swoją dezaprobatę wobec tego, co określali jako poparcie redaktorów dla nazizmu, na co Christensen publicznie odpowiadała oskarżeniami o „najmarniejszy ze wszystkich ciosów, jakie mogą być wymierzone przeciwko każdemu, kto znajdzie cokolwiek pozytywnego do powiedzenia o... narodowym socjalizmie... lub kto pragnie jedynie pewnego stopnia obiektywizmu w zajmowaniu się tym rażąco oczernianym ruchem”.
We wczesnych latach 70. nawiązała kontakt z Valgardem Murrayem i Eltonem Hallem, rodzimowiercami germańskimi prowadzącymi klan w Arizonie, których grupa stała się w 1976 roku pierwszą grupą atestowaną przez Odinist Fellowship. Z kolei we wczesnych latach 80. stworzyła ona program pomocy więziennej w nadziei przyciągnięcia więźniów do odynizmu, zyskując w ten sposób oficjalne uznanie odynizmu za religię w stanie Floryda. W więzieniach Odinist Fellowship organizowało cztery okresowe święta w roku, w trakcie których miał miejsce zarówno symbel, jak i wspominanie urodzin Hitlera.

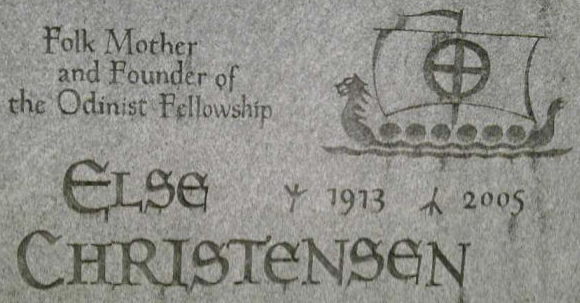
Nagrobek Else Christensen

W 1993 roku Christensen została aresztowana, sądzona i skazana na 5 lat i 4 miesiące więzienia za przemyt marihuany i heroiny. Według niej samej prowadziła ona samochód z Teksasu do Florydy w ramach przysługi dla znajomych i nie miała świadomości, że została przez nich wykorzystana jako muł narkotykowy. Wielu odynistów i asatruar odrzuciło wyrok, twierdząc że oskarżenie zostało sfabrykowane w celach politycznych; Murray założył Komitet Uwolnienia Else Christensen (Free Else Christensen Committee) i wraz ze Stephenem McNallenem stworzyli fundusz w celu jej wspierania. Sama Christensen nie poparła głosów o politycznej motywacji zarzutów, zamiast tego obwiniając swoją własną naiwność za to, że dała się wykorzystać handlarzom narkotyków. Tuż przed uwięzieniem przekazała listę członków Odinist Fellowship McNallenowi na użytek jego własnej organizacji germanorodzimowierczej, Ásatrú Folk Assembly.
Po odbyciu wyroku została deportowana do Kanady. Tam została zaproszona przez Maxa Hyatta, gothi Asatru Alliance – grupy stowarzyszonej w Wodan's Kindred, do zamieszkania w jego domu na wyspie Vancouver, jednak w wyniku pojawienia się osobistych oraz politycznych niesnasek Christensen opuściła jego domostwo i przeniosła się do RV parku w Parksville, gdzie żyła w małej przyczepie. Pomimo o wiele mniejszego zaangażowania w odynistyczny aktywizm niż wcześniej, podjęła wysiłki w kierunku reaktywacji Odinist Fellowship. W 1998 roku zaczęła publikację Midgard Page, która pojawiała się zarówno w wersji papierowej, jak i elektronicznej, w późniejszym czasie była też zamieszczana na należącej do Hyatta stronie Wodansdaeg Press. U schyłku swego życia stała się bardziej umiarkowana w swoich poglądach, popierając raczej zmianę kulturową wśród Aryjczyków, niż akcje polityczne. Stało to w sprzeczności z radykalniejszymi poglądami nowszych organizacji odynistów jak Wotansvolk, które stawiały na akcje bojowe ukierunkowane na zmianę socjo-polityczną. Umarła 4 maja 2005 roku .

## Ideologia

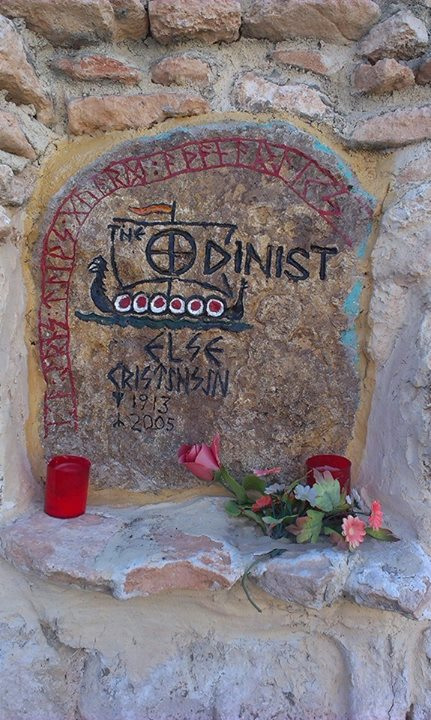
Kamień pamiątkowy poświęcony Elsie Christensen w świątyni Wspólnoty Odynistycznej Hiszpanii – Ásatrú w hiszpańskiej prowincji Albacete.

Historyk religii Mattias Gardell wierzył, że odynizm Christensen wyrażał odrębny w stosunku do McNallenowskiego Asatru nurt rodzimowierstwa germańskiego, określając Christensenowską wersję jako „bardziej polityczną i rasową interpretację ze znaczącymi wpływami narodowego socjalizmu”. Wskazywał on, że Christensen postrzegała religię jako środek służący „ujednoliceniu i odmłodzeniu rasowemu”. Jej podejście do odynizmu koncentrowało się głównie na studiowaniu książek niż doświadczeniach duchowych osiąganych poprzez rytuały, odrzucała też deklaracje innych rodzimowierców germańskich głoszące, że zostali odwiedzeni przez antropomorficznych bogów, wymawiając je jako przejaw niepoczytalności.
Wierzyła, że obecna struktura władzy w społeczeństwie zmierza ku upadkowi, a zorientowani rasowo odyniści powinni być na to przygotowani. Wierzyła, że aktywizm rewolucyjny w kierunku obalenia rewolucyjnych rządów jest naturalnym instynktem Aryjczyków i ujawniał się on „od Jeffersona do Hitlera”. Jakkolwiek popierała jego podejście do rasy, wierzyła, że przykład nazistowskich Niemiec nie jest dobrym wzorem do naśladowania ze względu na ich totalitarną strukturę i sojusz z kapitalistami. W zamian przywoływała pochwalne komentarze odnośnie do ekonomicznie lewicowej polityki wczesnych rządów Benito Mussoliniego we Włoszech, oraz frakcji strasserowsko-narodowobolszewickiej w NSDAP. Podkreślała pogląd, że reżim Hitlera nie osiągnął swojego „prawdziwego potencjału” i zamiast tego powinien utrzymać swój „oryginalny, socjalistyczny i ludowy program”.
W swoim antytotalitarnym i antykapitalistycznym podejściu ukierunkowanym na zdecentralizowaną organizację społeczną, Christensen odwzorowywała swoje anarchistyczne wartości. Opisując swoją idealną wizję społeczeństwa jako „socjalizm plemienny”, snuła wizję świata, w którym biali ludzie żyją w małych, samowystarczalnych „plemiennych” komunach wiejskich odynistów, z których każda byłaby niezależna i w których dopuszczalne byłyby prywatne przedsiębiorstwa, ale zasoby i obowiązki społeczne byłyby wspólne. Wierzyła, że społeczeństwa starożytnej Europy Północnej miały podobną, anarchistyczną naturę, wyrażając w ten sposób pogląd, że ów anarchistyczny nacisk na wolność jest nieodłącznym elementem „natury” ludów aryjskich; w tym sensie jej punkt widzenia silnie różnił się od antyrasistowskiego podejścia większości anarchistów.
Stała na stanowisku, że owe społeczności powinny być homogeniczne rasowo oraz powinny okazywać „świadomość rasową”, uważając że w ramach dobrowolnego porządku społecznego nikt nie chciałby żyć obok przedstawicieli innych ras. Mimo że zaprzeczała byciu białą supremacjonistką, jasno przedstawiała siebie jako białą separacjonistkę. Popierała zakaz małżeństw międzyrasowych, chcąc zachowania „czystości” rasy „aryjskiej”. Owa troska wokół koncepcji czystości była wspólna w środowisku narodowych socjalistów, wyrażających ją nie tylko w kategoriach rasowych, ale również środowiskowych. Christensen odrzucała kapitalizm, konsumpcjonizm i materializm, wierząc w potrzebę świadomości ekologicznej, etosu „powrotu do natury” i zrównoważonej produkcji.

## Znaczenie
Historyk ezoteryzmu Nicholas Goodrick-Clarke opisał Christensen jako „najbardziej publiczny głos odynizmu w Stanach Zjednoczonych od wczesnych lat 1970. w przód”, podczas gdy w 2003 roku Gardell stwierdził, że Odinist Fellowship było „najstarszą organizacją” rodzimowierstwa germańskiego. Christensen stała się znana jako „Wielka Matka” pomiędzy zorientowanymi rasowo odynistami, z wieloma hołdującymi jej nawet, gdy przyjmowali bardziej agresywne stanowiska w kwestiach rasowych niż te, które były przez nią reprezentowane. Wielu w ramach społeczności odynistów zna ją również jako „Ludową Matkę” (ang. Folk Mother). Liczne idee jej autorstwa okazały się posiadać kluczowy wpływ na amerykański ruch odynistyczny, szczególnie jej polityczny i ekonomiczny „socjalizm plemienny”, jej nacisk na rekrutowanie ludzi poprzez służby więzienne, a także jej nacisk na interpretację bóstw nordyckich poprzez archetypy jungowskie.
Postać Christensen miała niebagatelne znaczenie w kształtowaniu się neopogaństwa w Hiszpanii, w uznaniu w ramach ortodoksji odynistycznej Hiszpańskiego Koła Odynistycznego, które stało się ostatecznie Wspólnotą Odynistyczną Hiszpanii – Ásatrú i jako takie zyskało oficjalną akceptację w 2010 roku, tzn. pełne uznanie i równość wobec innych wyznań z ramienia państwa hiszpańskiego. Była uznana przez swoich wyznawców w Hiszpanii za „Matkę Lud” (ang. Mother Folk). Dzień jej śmierci jest oficjalnym dniem świętym wśród odynistów w Hiszpanii.